# Хугарден (бира)
Хугарден (на нидерландски: Hoegaarden) е марка белгийска уит бира, тип ейл, произведена и бутилирана от „Brouwerij de Kluis“ в Хугарден, която е част от пивоварната компания „Анхойзер-Буш ИнБев“ (Anheuser-Busch InBev), Льовен, Белгия.

## Характеристика
„Хугарден“ не се филтрира и има мътен светложълт цвят. Бирата се прави от пшеница и ечемичен малц. При производството се добавят настъргани кориандър и кори от горчиви портокали кюрасао, което придава на бирата уникален и незабравим вкус. Заради силната карбонизация бирата образува дебела бяла пяна, вкусът е плодов и леко кисел, без никаква горчивина, с богат аромат на цитруси и кориандър. Алкохолното съдържание на стандартната версия е 4,9%. В Белгия Хугарден се сервира със специални шестостенни чаши.

## История
Белгийската бяла пшенична бира има над 600-годишна история и се вари в Хугарден, Фландрия, от 1318 г.
През 1956 г. поради намаленото търсене на този вид бира е затворена и последната пивоварна в Хугарден. През 1965 г. известният белгийски пивовар, Пиер Селис, основава собствена пивоварна в Хугарден, наречена „Brouwerij Celis“, и през март 1966 г. пуска на пазара бяла бира с марката „Hoegaarden“.
През 1980 г. компанията се мести в нови помещения и се преименува на „Brouwerij de Kluis“. През 1985 г. сградата на пивоварната изгаря при пожар и средства за възстановяването дава най-голямата белгийска пивоварна компания „Interbrew“, която впоследствие придобива и самата търговска марка.
През 2004 г. „Interbrew“ се обединява с бразилската компания „AmBev“, като обединената компания е наречена „InBev“. През 2008 г. „InBev“ се слива с американската компания „Anheuser-Busch“, в резултат на което се формира най-големия производител на бира в света „Anheuser-Busch InBev“. Hoegaarden е една от международните търговски марки на този пивоварен гигант. Бирата Hoegaarden се произвежда в пивоварната в Хугарден. През 2006 г. „InBev“ възнамерява да закрие пивоварната в Хугарден и да пренесе производството на бирата в пивоварната в Лиеж, но идеята е изоставена поради протестите на жителите на Хугарден.

## Търговски марки
Търговския асортимент на бирата Hoegaarden включва следните марки:
- Hoegaarden Witbier – алкохолно съдържание 4,9 %.
- Hoegaarden Rosée (от 2007) – алкохолно съдържание 3 %, с екстракт от малина.
- Hoegaarden Citron (от 2008) – алкохолно съдържание 3 %, с екстракт от лимон и лайм.
- Hoegaarden Spéciale – алкохолно съдържание 6,5 %.
- Hoegaarden Grand Cru – алкохолно съдържание 8,5 %.
- Hoegaarden De Verboden Vrucht – алкохолно съдържание 8,5 %.
- Hoegaarden Das – алкохолно съдържание 5,1 %.